# Raúl Castillo

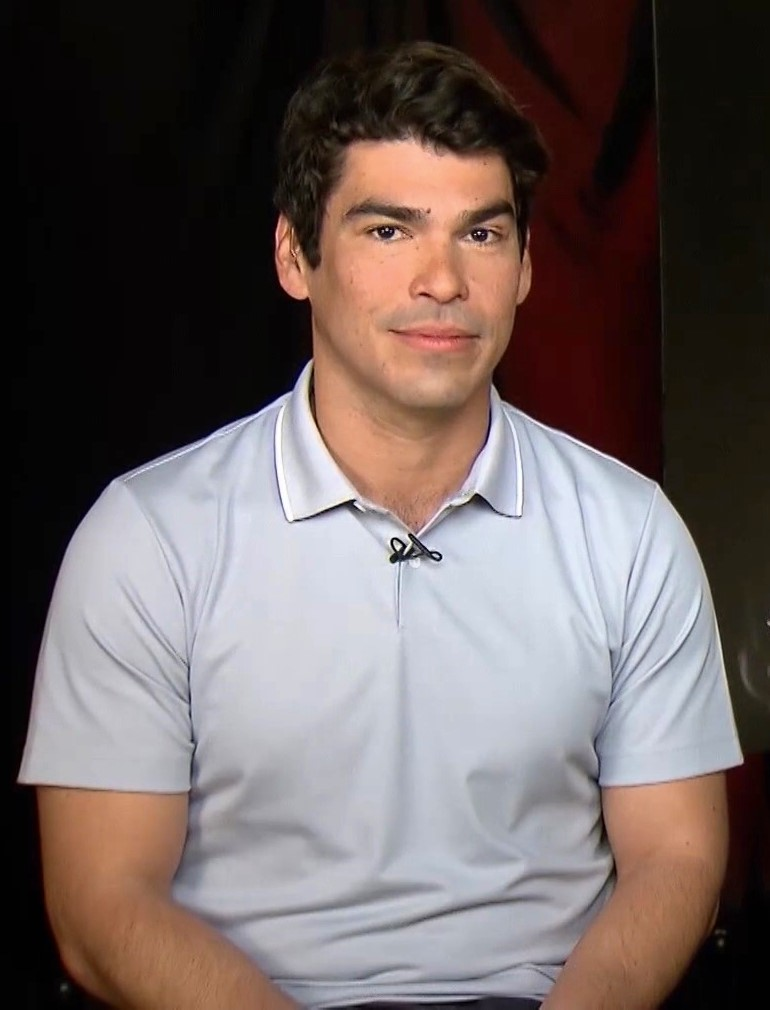
Raúl Castillo (2019)

Raúl Castillo, Jr. (* 30. August 1977 in McAllen, Texas) ist ein US-amerikanischer Theater- und Filmschauspieler.

## Leben
Castillo wurde in McAllen, Texas als Kind mexikanischer Einwanderer geboren und war schon in der High-School als Schauspieler tätig. Am Boston University College of Fine Arts schloss er sein Studium ab. 2002 zog er nach New York City, dort wurde er zunächst als Stückeschreiber aktiv, ab 2005 jedoch überwiegend als Theater- und Filmschauspieler. 2014 bis 2015 spielte er den Schwulen Richie Donado in der HBO-Serie Looking (Er selbst ist Heterosexuell). In der Serie Atypical war er ab 2017 als Nick zu sehen. Für seine Darstellung des Paps im Drama We the Animals wurde er für einen Independent Spirit Award als Bester Nebendarsteller nominiert.
2021 wurde er als Jurymitglied für das 37. Sundance Film Festival berufen. Ende Juni 2023 wurde Castillo Mitglied der Academy of Motion Picture Arts and Sciences.

## Filmografie (Auswahl)
- 2005: Immaculate Perception (Kurzfilm)
- 2005: Tadpoles (Kurzfilm)
- 2007: Amexicano
- 2007: The Negative (Kurzfilm)
- 2008: Paraiso Travel
- 2008: Arroyo Seco (Kurzfilm)
- 2009: All My Children (Fernsehserie, eine Folge)
- 2009: Don’t Let Me Drown
- 2009: Law & Order (Fernsehserie, eine Folge)
- 2009: Nurse Jackie (Fernsehserie, eine Folge)
- 2010: Cold Weather
- 2010: Damages – Im Netz der Macht (Damages, Fernsehserie, eine Folge)
- 2010: Gareeb Nawaz’s Taxi (Kurzfilm)
- 2011: Narcocorrido (Kurzfilm)
- 2011: The Trainee (Fernsehserie, 3 Folgen)
- 2011: Lorimer (Kurzfilm)
- 2011–2013: East WillyB (Fernsehserie, 3 Folgen)
- 2012: Hated
- 2012: #ImHere – THE CALL (Kurzfilm)
- 2012: Kiss Me (Kurzfilm)
- 2012: Local Tourists
- 2012: My Best Day
- 2012: The Girl
- 2013: Blue Bloods – Crime Scene New York (Blue Bloods, Fernsehserie, eine Folge)
- 2013: Bless Me, Ultima
- 2013: Murder in Manhattan (Fernsehfilm)
- 2014–2015: Looking (Fernsehserie, 14 Folgen)
- 2015: Gotham (Fernsehserie, eine Folge)
- 2015: Sweets
- 2015: She Grinds Her Own Coffee (Kurzfilm)
- 2016: Easy (Fernsehserie)
- 2016: Looking (Fernsehfilm)
- 2016: Special Correspondents
- 2016: The Death of Eva Sofia Valdez (Fernsehfilm)
- 2016: Limbo (Kurzfilm)
- 2017: Permission
- 2017: Riverdale (Fernsehserie, eine Folge)
- 2017: Staring at the Sun
- 2017: The Accidental Wolf (Miniserie, 2 Folgen)
- 2017: The Four Walls of Olivia Pell (Kurzfilm)
- 2017–2018: Atypical (Fernsehserie, 10 Folgen)
- 2018: Andra Day: Burn (Kurzfilm)
- 2018: El Chicano
- 2018: Seven Seconds (Fernsehserie, 10 Folgen)
- 2018: Unsane: Ausgeliefert (Unsane)
- 2018: We the Animals
- 2018: Atlantic City (Kurzfilm)
- 2019: Vida (Fernsehserie, 4 Folgen)
- 2019: Knives Out – Mord ist Familiensache (Knives Out)
- 2020: Sloan Hearts Neckface (Kurzfilm)
- 2020: Little Fish
- 2021: Cash Truck (Wrath of Man)
- 2021: Army of the Dead
- 2021: Night Teeth
- 2021: Mother/Android
- 2022: Cha Cha Real Smooth
- 2022: The Inspection
- 2023: Cassandro
- 2024: Smile 2 – Siehst du es auch? (Smile 2)

## Theater
| Jahr | Titel                                   | Rolle             | Theater                                                |
| ---- | --------------------------------------- | ----------------- | ------------------------------------------------------ |
| 2000 | Santos & Santos                         | Tomás             | Nushank Theater Collective                             |
| 2006 | School of the Americas                  | First Army Ranger | The Public Theater mit LAByrinth Theater Company       |
| 2008 | Flowers                                 | Beto              | Ensemble Studio Theatre                                |
| 2009 | A Lifetime Burning                      | Alejandro         | Primary Stages Theater                                 |
| 2009 | References to Salvador Dalí Make Me Hot | Benito            | New School for Drama Theater mit ABroad Studio Company |
| 2012 | Fish Men                                | Rey Reyes         | Goodman Theater                                        |
| 2012 | Jesus Hopped the ‘A’ Train              | Angel Cruz        | New Hazlett Theater                                    |
| 2012 | The Way West                            |                   | Lark Theater                                           |
| 2013 | Contigo                                 | Tigo              | The Pershing Square Signature Center                   |
| 2014 | Adoration of the Old Woman              | Ismael            | INTAR Theater                                          |
| 2014 | Death and the Maiden                    | Gerardo Escobar   | Victory Gardens Theater                                |